# THE IDOLM@STER SideM CIRCLE OF DELIGHT
『THE IDOLM@STER SideM CIRCLE OF DELIGHT』（アイドルマスター サイドエム サークル オブ デライト）は、2023年12月27日よりランティスからリリースされているCDシリーズ。

## 概要
『アイドルマスター SideM』のキャラクターソングCDシリーズ。ユニット曲2曲とOff Vocal、ドラマパートを収録。
同作の公式サイトで公開される『315プロダクション エピソード』内のシナリオ「CONNECT WITH MUSIC!」と連動した内容となっている。

## 01 C.FIRST
2023年12月27日発売。
収録曲
歌：C.FIRST
1. 来来美食
作詞：Safari Natsukawa、作曲：シバタトモキ、編曲：Yo-SK
  - タイトルは中国語で、読みは「ライライメイシ」

2. Drama part 1
3. Face the World
作詞：Safari Natsukawa、作曲・編曲：Zeyun・星野孝文
4. Drama part 2
5. 来来美食（Off Vocal）
6. Face the World（Off Vocal）

## 02 FRAME
2023年12月27日発売。
収録曲
歌：FRAME
1. Amber Color Oasis
作詞：真崎エリカ、作曲：信政誠、編曲：堀秀彰・松下昇平
2. Drama part 1
3. 「また明日」の約束を
作詞：山崎寛子、作曲・編曲：鈴木航海
4. Drama part 2
5. Amber Color Oasis（Off Vocal）
6. 「また明日」の約束を（Off Vocal）

## 03 Café Parade
2024年1月31日発売。
収録曲
歌：Café Parade
1. Heartmade Cookies
作詞：松井洋平、作曲・編曲：青木康平
2. Drama part 1
3. Dear you, Cheers!!
作詞：山崎寛子、作曲：和賀裕希、編曲：イケガミキヨシ
4. Drama part 2
5. Heartmade Cookies（Off Vocal）
6. Dear you, Cheers!!（Off Vocal）

## 04 もふもふえん
2024年1月31日発売。
収録曲
歌：もふもふえん
1. からふる・とれじゃ～わ～るど！
作詞：真崎エリカ、作曲・編曲：桑原佑介
2. Drama part 1
3. もふデビ★うぉんてっど
作詞：新谷風太、作曲・編曲：大西克巳（Blue Bird's Nest）
4. Drama part 2
5. からふる・とれじゃ～わ～るど！（Off Vocal）
6. もふデビ★うぉんてっど（Off Vocal）

## 05 Beit
2024年2月28日発売。
収録曲
歌：Beit
1. 千夜一夜に瞬く星よ
作詞：結城アイラ、作曲・編曲：Sugane Masato
2. Drama part 1
3. ハナビラメールの空
作詞：真崎エリカ、作曲：大濱健悟、編曲：伊藤立
4. Drama part 2
5. 千夜一夜に瞬く星よ（Off Vocal）
6. ハナビラメールの空（Off Vocal）

## 06 Jupiter
2024年2月28日発売。
収録曲
歌：Jupiter
1. BRIGHT AWAKING
作詞：マイクスギヤマ、作曲・編曲：中土智博
2. Drama part 1
3. STAY TUNED ORBIT
作詞：真崎エリカ、作曲・編曲：山口朗彦
4. Drama part 2
5. BRIGHT AWAKING（Off Vocal）
6. STAY TUNED ORBIT（Off Vocal）

## 07 F-LAGS
2024年3月27日発売。
収録曲
歌：F-LAGS
1. Bitter Sweetアドレセンス
作詞：結城アイラ、作曲・編曲：アッシュ井上
2. Drama part 1
3. FANTASTIC DISCOTHEQUE
作詞：結城アイラ、作曲：ナカムラジュンキ（Blue Bird's Nest）、編曲：渡辺徹（Blue Bird's Nest）
4. Drama part 2
5. Bitter Sweetアドレセンス（Off Vocal）
6. FANTASTIC DISCOTHEQUE（Off Vocal）

## 08 THE 虎牙道
2024年3月27日発売。
収録曲
歌：THE 虎牙道
1. 宵闇のイリュージョン
作詞：結城アイラ、作曲・編曲：福田陽司
2. Drama part 1
3. 究極…FIGHTING
作詞：結城アイラ、作曲・編曲：本田光史郎・星野孝文
4. Drama part 2
5. 宵闇のイリュージョン（Off Vocal）
6. 究極…FIGHTING（Off Vocal）

## 09 神速一魂
2024年4月24日発売。
収録曲
歌：神速一魂
1. ヒカリ待つ明日へ
作詞：結城アイラ、作曲・編曲：めんま
2. Drama part 1
3. Godspeed IGNITION!!
作詞：新谷風太、作曲：三井真一（Dream Monster）、編曲：Aira（Dream Monster）
4. Drama part 2
5. ヒカリ待つ明日へ（Off Vocal）
6. Godspeed IGNITION!!（Off Vocal）

## 10 W
2024年4月24日発売。
収録曲
歌：W
1. AZUR
作詞：結城アイラ、作曲・編曲：春川仁志
2. Drama part 1
3. Feeeel Gooood!
作詞：マイクスギヤマ、作曲：hana20、編曲：SprightS
4. Drama part 2
5. AZUR（Off Vocal）
6. Feeeel Gooood！（Off Vocal）

## 11 彩
2024年5月29日発売。
収録曲
歌：彩
1. 君と咲いた未来へ
作詞：松井洋平、作曲・編曲：鶴﨑輝一
2. Drama part 1
3. 幸燦燦と！
作詞：新谷風太、作曲：岩越涼大、編曲：MEG.ME
4. Drama part 2
5. 君と咲いた未来へ（Off Vocal）
6. 幸燦燦と！（Off Vocal）

## 12 High×Joker
2024年5月29日発売。
収録曲
歌：High×Joker
1. POPPIN' PLANET
作詞：結城アイラ、作曲・編曲：藤井健太郎（HANO）
2. Drama part 1
3. セブンデイズ・アルペジオ
作詞：新谷風太、作曲・編曲：大熊淳生（Arte Refact）
4. Drama part 2
5. POPPIN' PLANET（Off Vocal）
6. セブンデイズ・アルペジオ（Off Vocal）

## 13 DRAMATIC STARS
2024年6月26日発売。
収録曲
歌：DRAMATIC STARS
1. 劇星☆戦隊ドラスターズ
作詞：松井洋平、作曲・編曲：石田秀登
2. Drama part 1
3. ハローハイドレンジア
作詞：山崎寛子、作曲・編曲：オオヤギヒロオ
4. Drama part 2
5. 劇星☆戦隊ドラスターズ（Off Vocal）
6. ハローハイドレンジア（Off Vocal）

## 14 Altessimo
2024年6月26日発売。
収録曲
歌：Altessimo
1. 夢の不思議なラビリンス
作詞：真崎エリカ、作曲・編曲：フワリ（Dream Monster）
2. Drama part 1
3. Precious ordinary days
作詞：マイクスギヤマ、作曲：叶人・小高光太郎・牧野太洋、編曲：牧野太洋
4. Drama part 2
5. 夢の不思議なラビリンス（Off Vocal）
6. Precious ordinary days（Off Vocal）

## 15 S.E.M
2024年7月31日発売。
収録曲
歌：S.E.M
1. Life’s Side Menu!
作詞：松井洋平、作曲・編曲：清田直人
2. Drama part 1
3. Eterniteen Age!!!
作詞：松井洋平、作曲・編曲：志村真白
4. Drama part 2
5. Life’s Side Menu!（Off Vocal）
6. Eterniteen Age!!!（Off Vocal）

## 16 Legenders
2024年7月31日発売。
収録曲
歌：Legenders
1. リフレインアトリウム
作詞：山崎寛子、作曲・編曲：青木康平
2. Drama part 1
3. “NOTHING TO LOSE”
作詞：松井洋平、作曲・編曲：光増ハジメ
4. Drama part 2
5. リフレインアトリウム（Off Vocal）
6. “NOTHING TO LOSE”（Off Vocal）

## CIRCLE OF DELIGHT SOLO COLLECTION
ライブ会場限定で販売される、シリーズの楽曲のソロバージョンを収録したアルバム。
01
2024年7月13日発売。C.FIRSTの「来来美食」、FRAMEの「Amber Color Oasis」、Café Paradeの「Heartmade Cookies」、もふもふえんの「からふる・とれじゃ～わ～るど！」のソロバージョンを収録。
02
2025年2月8日発売。Beitの「千夜一夜に瞬く星よ」、Jupiterの「BRIGHTEST AWAKING」、F-LAGSの「Bitter Sweetアドレセンス」、THE 虎牙道の「宵闇のイリュージョン」のソロバージョンを収録。
03
2025年2月8日発売。神速一魂の「ヒカリ待つ明日へ」、Wの「AZUR」、彩の「君と咲いた未来へ」、High×Jokerの「POPPIN' PLANET」のソロバージョンを収録。
04
2025年3月15日発売。DRAMATIC STARSの「劇星☆戦隊ドラスターズ」、Altessimoの「夢の不思議なラビリンス」、S.E.Mの「Life's Side Menu!」、Legendersの「リフレインアトリウム」のソロバージョンを収録。

### ユニットメンバー
1. 1 2 3  天峰秀（伊瀬結陸）、花園百々人（宮﨑雅也）、眉見鋭心（大塚剛央）
2. 1 2 3  握野英雄（熊谷健太郎）、木村龍（濱健人）、信玄誠司（増元拓也）
3. 1 2 3  神谷幸広（狩野翔）、東雲荘一郎（天﨑滉平）、アスラン＝ベルゼビュートII世（古川慎）、卯月巻緒（児玉卓也）、水嶋咲（小林大紀）
4. 1 2 3  岡村直央（矢野奨吾）、橘志狼（古畑恵介）、姫野かのん（村瀬歩）
5. 1 2 3  鷹城恭二（梅原裕一郎）、ピエール（堀江瞬）、渡辺みのり（高塚智人）
6. 1 2 3  天ヶ瀬冬馬（寺島拓篤）、御手洗翔太（松岡禎丞）、伊集院北斗（神原大地）
7. 1 2 3  秋月涼（三瓶由布子）、兜大吾（浦尾岳大）、九十九一希（比留間俊哉）
8. 1 2 3  大河タケル（寺島惇太）、円城寺道流（濱野大輝）、牙崎漣（小松昌平）
9. 1 2 3  紅井朱雀（益山武明）、黒野玄武（深町寿成）
10. 1 2 3  蒼井享介（山谷祥生）、蒼井悠介（菊池勇成）
11. 1 2 3  猫柳キリオ（山下大輝）、華村翔真（バレッタ裕）、清澄九郎（中田祐矢）
12. 1 2 3  伊瀬谷四季（野上翔）、秋山隼人（千葉翔也）、若里春名（白井悠介）、冬美旬（永塚拓馬）、榊夏来（渡辺紘）
13. 1 2 3  天道輝（仲村宗悟）、桜庭薫（内田雄馬）、柏木翼（八代拓）
14. 1 2 3  都築圭（土岐隼一）、神楽麗（永野由祐）
15. 1 2 3  硲道夫（伊東健人）、舞田類（榎木淳弥）、山下次郎（中島ヨシキ）
16. 1 2 3  葛之葉雨彦（笠間淳）、北村想楽（汐谷文康）、古論クリス（駒田航）